# Csomagszűrés
A csomagszűrés az informatikában a tűzfal funkció egyik megvalósítása. Ennek során a csomagok fejlécét szűrőprogrammal ellenőrzik, és a szűrő különböző szabályok alapján eldönti, hogy mi legyen a csomagok további sorsa. Például, csak egy adott IP-címről érkező csomagot enged be egy bizonyos interfész bizonyos portjára.

## Csomagszintű tűzfal
Csak a csomagok fejlécét vizsgálja, tartalmukat nem. 
Linux és UNIX operációs rendszer alatt a kernel része, más operációs rendszereknél, mint például a Windowsnál, különálló alkalmazás végzi a csomagszűrést. 

### Iptables
A Linux operációs rendszer alatt a 2.4-es kerneltől kezdve az iptables végzi a csomagszűrést.

#### Vázlata
```
bejövő forgalom 
-->
 [Döntés] 
-->
 <FORWARD> 
-->
kimenő forgalom
                       |                           ^
                       v                           |
                    <INPUT>                     <OUTPUT>
                       |                           |
                       
`----->
 Helyi process ------'
```

### Statikus csomagszűrés
A szűrési szabályokat egyszerűen a forrás és célállomás adatai alapján határozza meg (cím, protokoll, portszám, egyéb csomagfejléc jellemzők).

### Dinamikus csomagszűrés
Mikor egy számítógép kommunikálni akar a tűzfal által védett hálózattal, akkor a tűzfal tárolja a távoli gép IP-címét és a port számát, melyen keresztül várja a választ, és megnyit egy véletlenszerűen kiválasztott portot, amelyen keresztül csak a tárolt IP-címről fogad csomagokat.

### Állapotfüggő csomagszűrés
Az állapotfüggő csomagfelügyelet (angolul stateful packet inspection, rövidítve SPI) olyan tűzfal-architektúra, amely – a statikus csomagfelügyelettel ellentétben – értelmezi a csomagok egymásutániságát, és „követi” az összetartozó csomagok által alkotott logikai adatfolyamok állapotát, és így azokat egy magasabb absztrakciós szinten képes ellenőrizni (például észlelni az adatfolyamokba logikailag nem illeszkedő adatcsomagokat).